# بيلي ريد (لاعب كرة قدم بريطاني)
بيلي ريد (بالإنجليزية: Billy Reid)‏ (11 يناير 1986 بغلاسكو في المملكة المتحدة - ) هو لاعب كرة قدم بريطاني في مركز الوسط. لعب مع هاميلتون أكاديميكال ونادي كلايد.

## وصلات خارجية
- بيلي ريد على موقع Soccerbase.com (لاعب) (الإنجليزية)